# Iațkî, Vasîlkiv
Iațkî (în ucraineană Яцьки) este o comună în raionul Vasîlkiv, regiunea Kiev, Ucraina, formată numai din satul de reședință.

## Demografie
Componența lingvistică a comunei Iațkî
     Ucraineană (98,66%)
     Alte limbi (0,24%)
Conform recensământului din 2001, majoritatea populației comunei Iațkî era vorbitoare de ucraineană (98,66%), existând în minoritate și vorbitori de armeană (1,1%).